# Marie Šupíková
Marie Šupíková, rodným jménem Marie Doležalová (22. srpna 1932 Lidice – 22. března 2021), byla lidická žena.

## Život
Narodila se 22. srpna 1932 v Lidicích v rodině Alžběty a Josefa Doležalových. Žila v domě č. p. 93, do kterého, jako prvního dne 9. června 1942 vtrhli příslušníci kladenského Gestapa a po vyhnání jeho obyvatel si zde zařídilo kladenské Gestapo svůj štáb. Odtud bylo řízeno celé vyhlazení Lidic.
Společně s dalšími ženami a dětmi byly nejprve nahnány do místní školy, za úsvitu pak autobusy převezeny do tělocvičny kladenského gymnázia. Odtud byla následně převezena do polské Lodže, kde byla dána na převýchovu.
Do roku 1946 žila pod jménem Ingeborg Schiller v polské Poznani a později v Boizenburgu v Německu. V červenci roku 1946 ji její adoptivní rodina nahlásila českým úřadům a Marie Doležalová se vrátila do Československa.
Její matka Alžběta se vrátila z koncentračního tábora v Ravensbrücku vážně nemocná a byla v péči lékařů v Praze, kde zemřela v prosinci roku 1946. Marie žila u tety v Kladně-Kročehlavech, kde se usadili i další obyvatelé z Lidic, kteří přežili válku. Dokončila střední vzdělání a odbornou zdravotnickou nástavbu.
Po válce vypovídala společně s dalším lidickým dítětem Marií Hafnovou během soudního řízení v procesu RuSHA, jednoho z následných norimberských procesů.

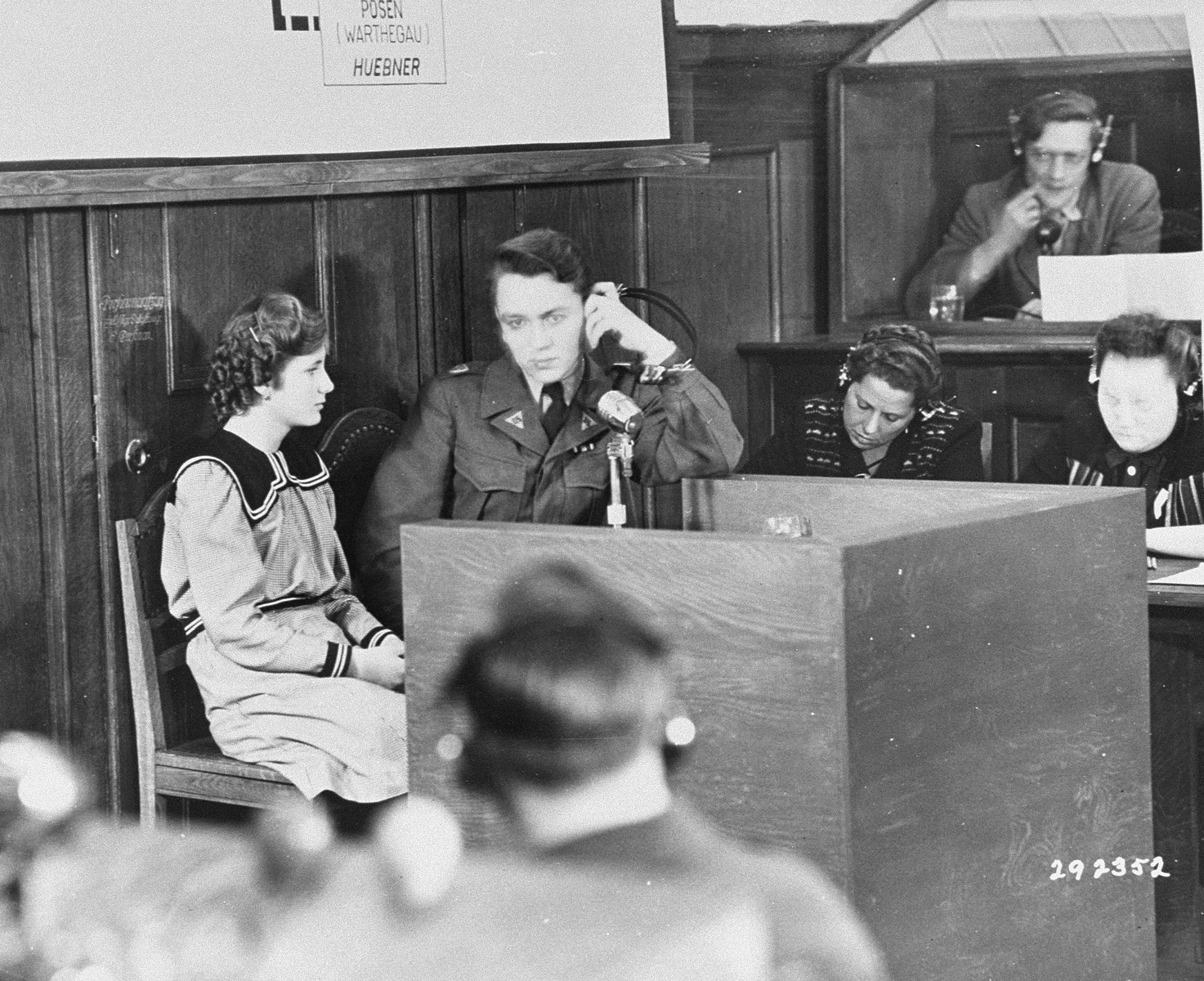
Marie Doležalová při výpovědi v rámci jednoho z následných norimberských procesů

Od roku 1951 pracovala jako administrativní pracovnice, odstěhovala se do Ostravy, kde se vdala, a v roce 1955 se jí narodila dcera Ivana. Téhož roku se s rodinou odstěhovala do nově vystavěných Lidic. Pracovala v Památníku Lidice, později na lidickém národním výboru. Od prosince 1970 do června 1986 byla tajemnicí národního výboru. Od roku 1986 byla na penzi. Byla aktivní v Českém svazu bojovníků za svobodu.
Zemřela dne 22. března 2021 ve věku 88 let. Podle ředitele Památníku Lidice Eduarda Stehlíka překonala onemocnění covid-19 a byla očkovaná, zemřela na jiné zdravotní komplikace.